# Atropha terribilis
Atropha terribilis là một loài tò vò trong họ Ichneumonidae.